# Андреотти, Паоло Вьери
Па́оло Вье́ри Андрео́тти (итал. Paolo Vieri Andreotti OP, 23.12.1921 г., Пительо, Италия — 10.07.1995 г., Фейсалабад, Пакистан) — католический епископ , ординарий епархии Фейсалабада, член монашеского ордена доминиканцев.

## Биография
Паоло Вьери Андреотти родился 23 декабря 1921 года в городе Пительо, Италия. Вступил в монашеский орден доминиканцев. После получения богословского образования был рукоположён 5 апреля 1947 года в священника.
6 мая 1972 года Паоло Вьери Андреотти был назначен титулярным епископом Афуфении и вспомогательным епископом епархии Лиаллпура. 29 июня 1972 года был рукоположён в епископа.
8 сентября 1976 года Паоло Вьери Андреотти был назначен ординарием епархии Лиаллпура. 1 сентября 1977 года епархия Лиалпура была переименована в епархию Фейсалабада и Паоло Вьери Андреотти стал первым ординарием этой епархии.
9 января 1984 года ушёл на пенсию.